# Нарапаті IV
Нарапаті IV Сітху (*бірм. နရပတိ စည်သူ; 1495 — після 1568) — останній володар царства Ава у 1551—1555 роках.

## Життєпис

### Намісник Саліну
Походив з шанського князівського роду. Був ймовірно названим сином Со Лона, собви (князя) Могн'їна. Народився 1495 року, отримавши ім'я Сітху Чавтін. У 1520-х роках брав участьу військових кампаніях шанів проти царства Ава. Після підкорення останнього 1527 року був учасником кампаній проти царства П'ї, внаслідок чого останнє визнало зверхність Ави.
У 1530-х роках призначається аванським царем Тоханбва (названим братом) намісником стратегічно важливого міста Салін на річці Іраваді (десь за 250 км на південь від Ави). Також Салін Мібая, сестра Нарапаті, царя П'ї, вийшла заміж за Сітху Чавтіна. У 1542 і1543 роках брав участьу військових походах проти таунгу, які завершилися невдачей. Навпаки у лютому і листопаді 1544 році внаслідок двох тяжих поразок в битвах біля Саліна це місто було захоплено ворогом. Він ледве врятувався, втікши на захід, до гір Чин, які тоді контролювалися шанським князівством Кале, васалом Могн'їна. Звідси перебрався до свого названого брата — собви Со Лона II.

### Володар Сікайну
В цей час союз шанських князівств фактично розпався внаслідок поразок від Таунгу. Навпаки Со Лон II вступив у протистояння з аванським царем Конмаїнгом, що походив з шанського князівства Шіпо. У квітні/травні 1545 року він надав Сітху Чавтіну 5 тис. піхоти 800 вершників, 60 слонів, щоб повалити той повалив Конмаїнга. Сітху Чавтін доволі швидко захопив важливе місто Сікайн, місто на лівому березі Іраваді навпроти Ави, але не зміг захопити сильно укріплену Аву через початок сезону дощів.
В результаті став намісником західної частини царства Ави з резиденцією в Сікайні. Восени того ж року відкинув пропозицію нового аванського царя Нарапаті III укласти мирний договір, спрямований проти Со Лона II. Сіту Чавтін виявився здатним правителем і завоював підтримку населення регіону. Він навіть відпускав військовополонених після лікування їхніх ран, дозволяючи їм йти, куди їм заманеться. Багато хто приходив і приєднувався до його сил. Протягом наступних кількох років він сам по собі став могутнім правителем, внаслідок чого 1549 року Со Лон II, що прибув до Сікайну, з наміром приборкати надмірно самостійного васала, натомість визнав його рівним за статусом собі. Два брати зустрілися біля пагоди Поннія Шін неподалік Сікайну та вирішили розбіжності. Со Лон II повернувся до себе.
У вересні 1551 року поновив війну проти Нарапаті III. Той чинив опір близько місяця, але втік на південь до Пегу під захист Баїннауна, нового володаря Таунгу. Трон Ави зайняв Сітху Чавтін, прийнявши ім'я Нарапаті IV.

### Цар Ави
Негайно став готуватися для спроти Таунгу. Для цього відновив союз шанських князівств, собви яких обіцяли новому цареві повну підтримку військову та харчами. У сухий сезон 1552—1553року відправив посольство до Таунгу, намагаючись укласти мирний договір з Баїннауном, намагаючись зафіксувати поточний стан речей. Проте посли не домоглися успіху.
14 червня 1553 року Баїннаун відправив ві 7-тисячні армії на чолі з Нандою та Мінкхаунгом II. Нарапаті IV виступив з 5-тисячним військом, зайнявши оборону в Тада-У. Відбивав атаки до підходу об'єднаного 12-тисячного шанського війська. В результаті ворожі армії відступили.
Перерва тривала трохи більше року. У листопаді 1554 року війська Баїннауна розпочали двостороннє вторгнення: одне в долину Сіттаунг, а інше в долину Іраваді. Оборона Ави, яку підтримували військо 9 шанських князівств не змогла зупинити просування, і 22 січня 1555 року столиця Ава. Нарапаті IV з 5 слугами намагався втекти, але зрештою потрапив у полон. Його було відправлено до Пегу.
Йому було надано маєток із понад 30 слугами. У березні/квітні 1565 року, коли Баїннаун був відсутній, у Пегу спалахнуло повстання. В його придушенні колишній цар Ави відіграв провідну роль. За це отримав більше маєтків та подарунків. Остання згадка про нього відноситься до 16 березня 1568 року, коли він був присутнім на церемонії освячення нещодавно відбудованого палацу Канбавзатхаді.